# Hourvat-Douba
 (février 2023).
Si vous disposez d'ouvrages ou d'articles de référence ou si vous connaissez des sites web de qualité traitant du thème abordé ici, merci de compléter l'article en donnant les références utiles à sa vérifiabilité et en les liant à la section « Notes et références ».
Hourvat-Douba (חורבת דבה) est un site archéologique d'Israël situé à 475 mètres d'altitude, sur la partie Nord-Est du mont Carmel.
La tradition chrétienne associe le lieu à l'épisode biblique de la confrontation entre le prophète Élie et les disciples du dieu Baal.
Les ruines sont à diviser en deux groupes, le premier datant de l'époque romaine, le second de l'époque byzantine. Ont été mis au jour les vestiges de maisons, sur les linteaux desquelles on voit encore l'empreinte de mezouzot, et ceux d'anciennes réserves d'eau.
Les habitants installés sur les lieux vivaient à ces époques d'agriculture, ainsi que d'une manufacture de verre et d'une autre de fabrication de sarcophages.